# Servicio de Información del Nordeste de España
El Servicio de Información del Nordeste de España (SIFNE) fue un servicio de espionaje creado durante la Guerra civil española en la zona sublevada. Se creó en agosto de 1936 por indicación del general Emilio Mola y del Conde de los Andes, a través de las influencias y contactos que tenía José Quiñones de León, embajador de París, y otras personalidades provenientes de la aristocracia y la derecha conservadora catalana. La dirección de este servicio recayó en José Bertrán y Musitu, abogado de Alfonso XIII. Su ámbito de operaciones se desarrolló principalmente en Francia con el fin de controlar la actividad de los republicanos en este país y la llegada del material bélico que llegaba o partía de los puertos franceses (como Marsella). El SIFNE también mantuvo relación con algunos de los grupos quintacolumnistas de Cataluña, Madrid o Valencia. Su sede principal se encontraba en el Grand Hotel de Biarritz. El SIFNE estableció una importante red de espionaje en Barcelona y Cataluña, a la que pertenecía al parecer el empresario José María Bultó.
Desapareció en febrero de 1938, cuando fue absorbido, por orden del Cuartel General del Generalísimo, en el Servicio de Información y Policía Militar (SIPM) dirigido por José Ungría debido a los problemas económicos de la organización, la persecución de las fuerzas de seguridad francesas y la centralización de las instituciones sublevadas.